# Europamästerskapet i fotboll för damer 1993
Europamästerskapet i fotboll för damer 1993, formellt 1993 UEFA European Women's Championship, var en fotbollsturnering för europeiska damlandslag som hölls i Italien 29 juni–4 juli 1993.

## Kval
I kvalet deltog 23 nationer fördelade på 8 grupper med tre lag i varje grupp, undantaget grupp 6 som enbart hade två lag, Tyskland och Jugoslavien. Enbart en match spelades i den gruppen (i Sofia, Bulgarien) eftersom kriget i Jugoslavien hindrade Jugoslavien att deltaga.

### Kvalificerade lag
Danmark

 Italien

 Norge

 Tyskland

## Slutspel

### Slutspelsträd
|  | Semifinaler    | Semifinaler |   |          | Final      | Final |  |
|  |                |             |   |          |            |       |  |
|  |                |             |   |          |            |       |  |
|  | Italien (str.) | 1 (4)       |   |          |            |       |  |
|  | Tyskland       | 1 (3)       |   |          |            |       |  |
|  |                |             |   |          |            |       |  |
|  |                |             |   |          |            |       |  |
|  |                |             |   |          | Italien    | 0     |  |
|  |                | Norge       | 1 |          |            |       |  |
|  |                |             |   |          |            |       |  |
|  |                |             |   |          |            |       |  |
|  |                |             |   |          | Bronsmatch |       |  |
|  |                |             |   |          |            |       |  |
|  | Norge          | 1           |   | Tyskland | 1          |       |  |
|  | Danmark        | 0           |   |          | Danmark    | 3     |  |

### Semifinaler
|  | 29 juni 1993 | Norge                    | 1 – 0           | Danmark | Sportilia                                                     |                                                               |
|  |              | Anne Nymark Andersen 65′ | (0 – 0) Rapport |         | Santa Sofia Publik: 1 000 Domare: Plarent Kotherja (Albanien) | Santa Sofia Publik: 1 000 Domare: Plarent Kotherja (Albanien) |
|  |              |                          |                 |         | Santa Sofia Publik: 1 000 Domare: Plarent Kotherja (Albanien) | Santa Sofia Publik: 1 000 Domare: Plarent Kotherja (Albanien) |
|  |              |                          |                 |         | Santa Sofia Publik: 1 000 Domare: Plarent Kotherja (Albanien) | Santa Sofia Publik: 1 000 Domare: Plarent Kotherja (Albanien) |

|                                                                     | 30 juni 1993               | Italien                                                 | 0000 1 – 1 (e.fl.) | Tyskland       | Stadio Romeo Neri                                   |                                                     |
|                                                                     |                            | Carolina Morace 64′                                     | (0 – 0) Rapport    | 57′ Heidi Mohr | Rimini Publik: 3 000 Domare: Anders Frisk (Sverige) | Rimini Publik: 3 000 Domare: Anders Frisk (Sverige) |
|                                                                     |                            |                                                         |                    |                | Rimini Publik: 3 000 Domare: Anders Frisk (Sverige) | Rimini Publik: 3 000 Domare: Anders Frisk (Sverige) |
| Adele Marsiletti Raffaella Salmaso Feriana Ferraguzzi Emma Iozzelli | Straffsparksläggning 4 – 3 | Bettina Wiegmann Birgitt Austermühl Dagmar Pohlmann ? ? |                    |                | Rimini Publik: 3 000 Domare: Anders Frisk (Sverige) | Rimini Publik: 3 000 Domare: Anders Frisk (Sverige) |

### Bronsmatch
|  | 3 juli 1993 | Tyskland          | 1 – 3           | Danmark                                   | Stadio Alfiero Moretti                                  |                                                         |
|  |             | Maren Meinert 31′ | (1 – 3) Rapport | 10′, 43′ Susan Mackensie 35′ Hanne Nissen | Cesenatico Publik: 500 Domare: Dick Jol (Nederländerna) | Cesenatico Publik: 500 Domare: Dick Jol (Nederländerna) |
|  |             |                   |                 |                                           | Cesenatico Publik: 500 Domare: Dick Jol (Nederländerna) | Cesenatico Publik: 500 Domare: Dick Jol (Nederländerna) |
|  |             |                   |                 |                                           | Cesenatico Publik: 500 Domare: Dick Jol (Nederländerna) | Cesenatico Publik: 500 Domare: Dick Jol (Nederländerna) |

### Final
|  | 4 juli 1993 | Italien | 0 – 1           | Norge              | Stadio Dino Manuzzi                                    |                                                        |
|  |             |         | (0 – 0) Rapport | 75′ Birthe Hegstad | Cesena Publik: 7 000 Domare: Alfred Wieser (Österrike) | Cesena Publik: 7 000 Domare: Alfred Wieser (Österrike) |
|  |             |         |                 |                    | Cesena Publik: 7 000 Domare: Alfred Wieser (Österrike) | Cesena Publik: 7 000 Domare: Alfred Wieser (Österrike) |
|  |             |         |                 |                    | Cesena Publik: 7 000 Domare: Alfred Wieser (Österrike) | Cesena Publik: 7 000 Domare: Alfred Wieser (Österrike) |

## Skytteliga
| - Susan Mackensie |

| 1 mål                            | 1 mål                                   | 1 mål                        |
| -------------------------------- | --------------------------------------- | ---------------------------- |
| - Hanne Nissen - Carolina Morace | - Birthe Hegstad - Anne Nymark Andersen | - Maren Meinert - Heidi Mohr |